# Achacachi
Achacachi ([ačakači], v ajmarštině Jach’ak’achi) je město na náhorní plošině Altiplano v jihoamerických Andách v departmentu La Paz v Bolívii. Jedná se o hlavní město provincie Omasuyos. Ve městě žije přibližně 8 900 obyvatel.

## Historie
Město vzniklo před příchodem španělských dobyvatelů v 15. století. V roce 1826 se stalo hlavním městem provincie Omasuyos.

## Geografie
Achacachi leží v nadmořské výšce 3 854 m na náhorní plošině Altiplano. Nachází se 96 kilometrů severozápadně od hlavního města departmentu La Paz. Jeho severní část protíná řeka Kjarkajahuira do které se zleva vlévá potok Tambo Jahuira tekoucí od jihu a protínající město zhruba od jihu na sever. V ulici Avenida Costanera je však sveden pod zem. 

## Partnerské město
- Řím, Itálie